# Krims føderale distrikt (nedlagt)
Krims føderale distrikt (russisk: Кры́мский федера́льный о́круг) er et af de ni føderale distrikter i Rusland. Det blev etableret d. 21. marts 2014 efter den russiske annektering af Krim. Det føderale distrikt inkluderer både Republikken Krim og den føderale by Sevastopol. Begge dele bliver af størstedelen af det internationale samfund betragtet som en del af Ukraine. Ukraine betragter selv, i lighed med Folkerepublikken Lugansk og Folkerepublikken Donetsk, området som midlertidigt besatte territorier.
Fra 28. juli 2016 indgår Republikken Krim i Sydlige føderale distrikt..

## Føderale enheder
| Crimean Federal District | Crimean Federal District | Crimean Federal District | Crimean Federal District |
| #                        | Flag                     | Føderal underenhed       | Administrativt centrum   |
| ------------------------ | ------------------------ | ------------------------ | ------------------------ |
| 1                        |                          | Republikken Krim         | Simferopol               |
| 2                        |                          | Sevastopol               | Sevastopol               |